# 火箭動力飛機

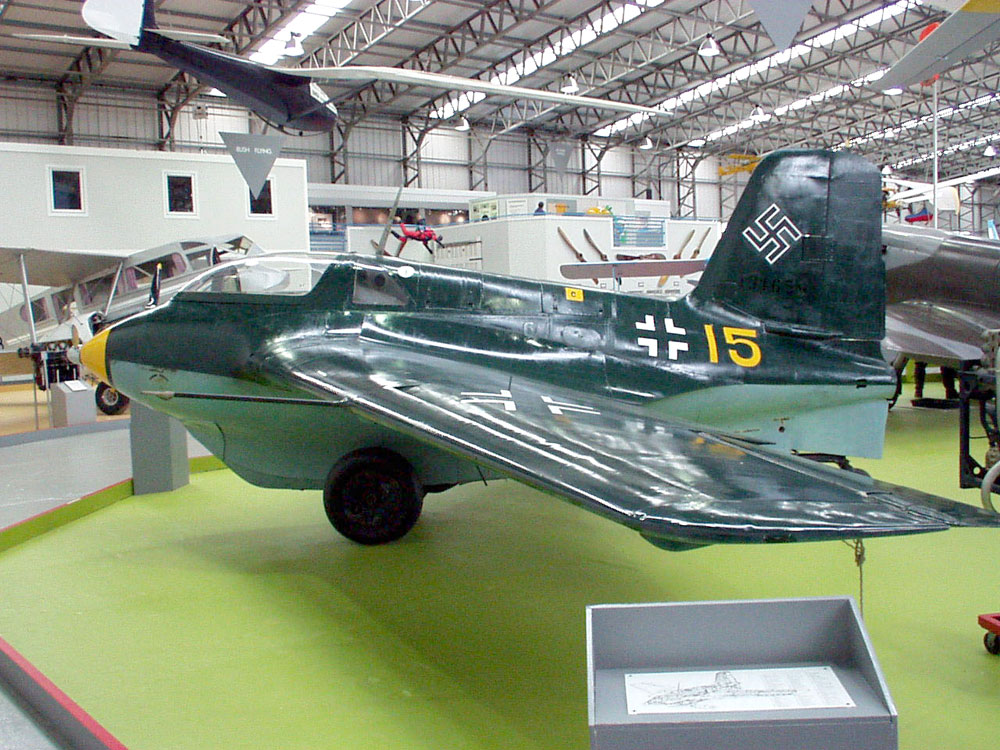
德國Me 163火箭機

火箭動力飛機或稱作火箭飛機是一種使用火箭來推進的航空器。他們的速度可以比相同大小的噴射機更快，但他們通常只有幾分鐘的動力操作，剩下都是靠滑翔。由於不需要從大氣中吸取氧氣，適合在非常高的高度飛行。有著更高的加速度與更短的起飛距離。

## 歷史

### 二戰

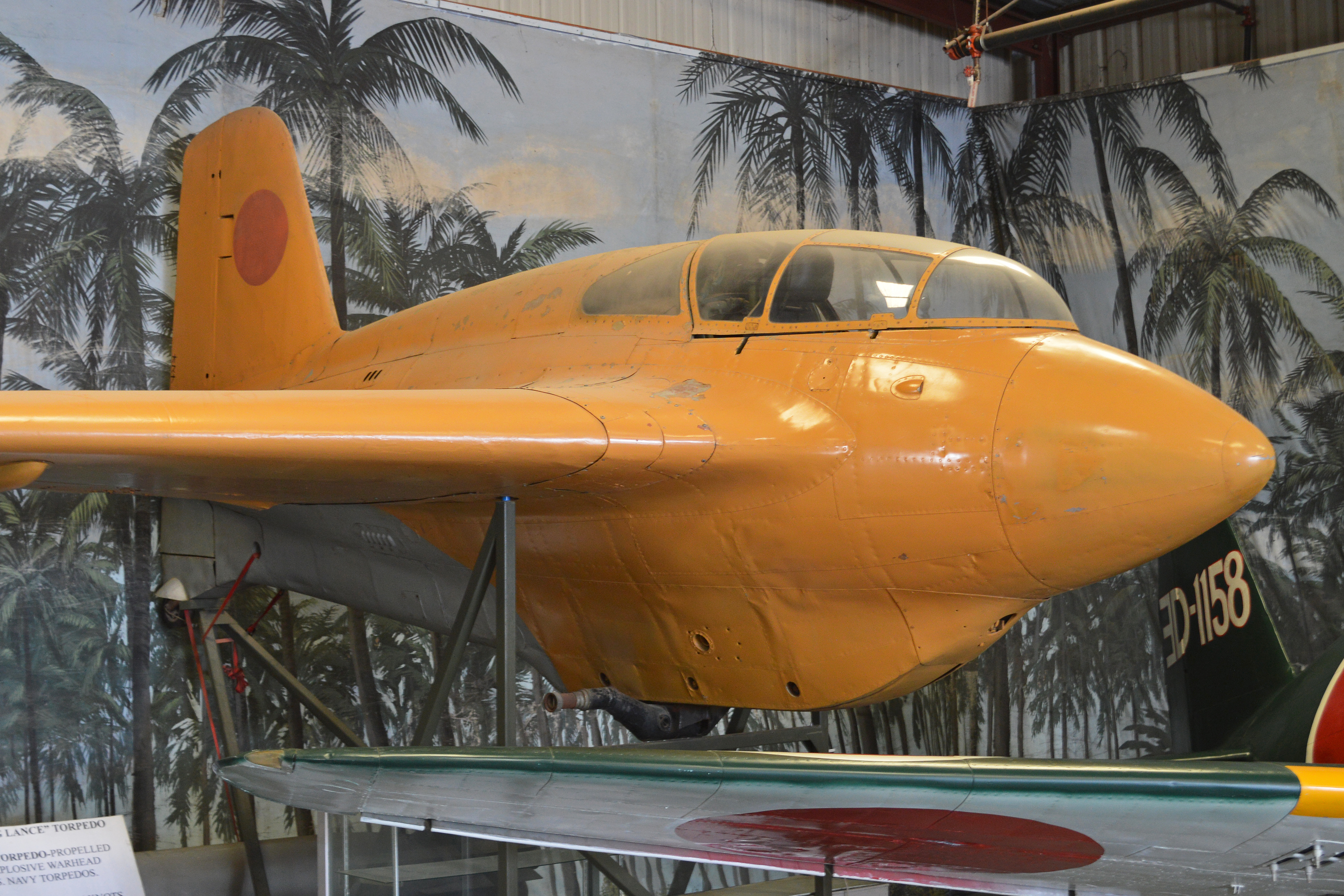
日本三菱重工業的秋水火箭戰鬥機

- 亨克爾He176
- 梅塞施密特Me163
- 秋水火箭戰鬥機

### 冷戰
- 米高揚-古列維奇I-270
- 貝爾X-1
- 北美X-15

### 冷戰後
- XCOR EZ-火箭
- 太空船1號